# Gerard Pastor i López
Gerard Pastor i López (Barcelona, 27 d'agost de 1984) és un pianista, director d'orquestra i compositor català.
Es va formar al Conservatori de Sabadell i a l'Escola Superior de Música de Catalunya. Va ser director musical de la Banda de Música de l'Agrupació Musical de Cerdanyola del Vallès, del qual es va acomiadar el juny del 2016 amb el concert «Un castell de conte». Des del 2015 dirigeix el Furius Music Orchestra, especialitzada en bandes sonores per a pel·lícules. Va fer la banda sonora de la pel·lícula Sonata per a violoncel d'Anna Bofarull. Per a la mateixa guionista va compondre la banda sonora de Barcelona 1714.

## Obres destacades
- 100 anys de Pastorets d'en Folch i Torres, 2016[7]
- Pau Casals: obres per a violoncel i piano (amb Lluís Claret i els violoncel·listes de Barcelona) 2014[8]
- Banda sonora de La maleta mexicana de Trisha Ziff, 2011[cal citació]
- Banda sonora de Sonata per a violoncel de la guionista Anna Bofarull, 2015[9][10]
- Banda sonora de Barcelona 1714, guió d'Anna Bofarull, 2016.[6][11]

## Premis i reconeixements
- Primer premi del Concurs de Composició de la Fundació Rius i Virgili el 2003 per l'obra Tema i Variacions, Quartet de corda op. 3) i 1r Premi el 2008 per l'obra Tarantel·la Op 1).[12]
- Primer premi del Concurs de Joves Compositors de Blanes el 2006[13]